# メイマン・マメドフ
メイマン・マメドフ（Mehman Mamedov、1988年3月31日 - ）は、アゼルバイジャンの男性総合格闘家。Olympus Club所属。

## 来歴
2015年10月4日、カザフスタンで開催されたKunlun Fightでプロデビュー、1R膝十字固めで一本負け。翌年の2戦目となった地元の大会では1Rに三角絞めで一本勝ちした。

### RIZIN
2022年10月23日、RIZIN初出場となったRIZIN.37にてバンタム級契約でGRACHANバンタム級王者の手塚基伸と対戦。1Rに三角絞めの体勢で身体をロックされコツコツとパンチを浴び続けたため、動きのないマメドフを見てサブレフェリーからバトンが投入されTKO負けとなった。この試合はダメージが無い状態でのストップが物議を醸した。マメドフもすぐに立ち上がり抗議したが裁定は変わらなかった。
試合後インタビューでは、「私は何のダメージも受けていません。まだまだ戦うつもりだったのに止められたので不本意で残念な気持ちです。あの状態から抜け出そうとはしていましたが、『1R終了まであと1分』『あと30秒』という声を聞いてこのまま我慢すれば、相手は足に疲労が溜まっているので2Rから自分の試合になることまで計算していました。なぜならRIZINの判定基準はポイント判定ではなく全体を見て評価してくれるので、2・3Rの展開次第で勝つことが可能だったからです。なのに審判の方にああいう形で試合を止められたのは単純に理解出来ません…」とJMOC審判団の判断に不満の声を上げた。同時に、「これからもRIZINファイターとして戦いたいので、次のオファーをしてほしいです」とも話した。
2023年4月1日、RIZIN.41にてフライ級契約でWSOFフライ級王者の中村優作と対戦。試合開始早々カウンターの左フックでダウンを奪い、追撃のパウンドで1Rわずか23秒のKO勝ちを収め、RIZIN初白星を飾った。
2023年11月4日、RIZIN LANDMARK 7でフェリット・ギョクテペと対戦し、3-0の判定勝ち。当初は元UFCフライ級9位のジャスティン・スコッギンスとの対戦だったが、スコッギンスの欠場により代役のギョクテペとの対戦となった。

## 戦績
| 総合格闘技 戦績 | 総合格闘技 戦績 | 総合格闘技 戦績 | 総合格闘技 戦績 | 総合格闘技 戦績 | 総合格闘技 戦績 | 総合格闘技 戦績 |
| --------------- | --------------- | --------------- | --------------- | --------------- | --------------- | --------------- |
| 14 試合         | (T)KO           | 一本            | 判定            | その他          | 引き分け        | 無効試合        |
| 7 勝            | 2               | 0               | 5               | 0               | 0               | 1               |
| 6 敗            | 3               | 1               | 2               | 0               | 0               | 1               |

| 勝敗 | 対戦相手                         | 試合結果                          | 大会名                                            | 開催年月日     |
| ○    | フェリット・ギョクテペ           | 5分3R終了 判定3-0                 | RIZIN LANDMARK 7                                  | 2023年11月4日  |
| ○    | 中村優作                         | 1R 0:23 KO（左フック→パウンド）   | RIZIN.41                                          | 2023年4月1日   |
| ×    | 手塚基伸                         | 1R 4:33 TKO（レフェリーストップ） | RIZIN.39                                          | 2022年10月23日 |
| ○    | エフゲニー・シビルスキー＝マンコ | 5分5R終了 判定3-0                 | Eagles FC - Reset 【Eagles FCフライ級王座決定戦】 | 2021年3月13日  |
| －   | ノールディン・ヘズラット         | 1R 1:48 無効試合（金的）          | Eagles FC - Next Level                            | 2020年2月15日  |
| ○    | イヴァン・アンドルシェンコ       | 5分3R終了 判定3-0                 | EFC - Eagles Elimination                          | 2019年10月26日 |
| ×    | ドミトロ・プレデバイロ           | 3R 1:15 腕ひしぎ十字固め          | Eagles Fighting Championship - Eagles Elimination | 2019年6月22日  |
| ×    | マゴメドガジ・シラジュディノフ   | 5分3R終了 判定0-3                 | WFCA 50：Emelianenko vs. Johnson                  | 2018年8月18日  |
| ○    | アブドゥルハキーム・メジドフ     | 3R 0:18 KO（パンチ）              | WFCA 48：Zhamaldaev vs. Khasbulaev 2              | 2018年5月4日   |
| ×    | ディミター・コストフ             | 5分3R終了 判定0-3                 | FVE - Fight Vision Europe 1                       | 2017年6月3日   |
| ○    | アスー・アルマバイエフ           | 5分3R終了 判定2-1                 | Alash Pride - Alash Aibary                        | 2017年4月1日   |
| ×    | カシューム・カシモフ             | 2R 1:22 TKO（パンチ連打）         | WFCA 34 - Battle in Moscow                        | 2017年2月25日  |
| ○    | モジュタバ・ケイハニ             | 1R 2:37 三角絞め                  | Azerbaijan MMA Federation - Azerbaijan vs. Iran   | 2016年12月31日 |
| ×    | チュ・ガンフ                     | 1R 0:50 膝ひしぎ十字固め          | Kunlun Fight - Cage Series 4                      | 2015年8月4日   |

### 映像資料
1. ↑  『メイマン・マメドフ 試合後インタビュー 湘南美容クリニック presents RIZIN.39』RIZIN公式YouTubeチャンネル、2022年。